# Schwarzer Kardamom
Der Schwarze Kardamom ([kaʁdaˈmoːm] oder [ˈkaʁdamɔm]; Amomum subulatum), auch Nepal-Kardamom oder Brauner Kardamom genannt, ist eine Pflanzenart aus der Familie der Ingwergewächse (Zingiberaceae). Seine Samen werden als Gewürz verwendet, allerdings werden auch andere Amomum-Arten als Schwarzer Kardamom bezeichnet.
Der Schwarze Kardamom stammt aus dem östlichen Himalaja und China und wird hauptsächlich in Nepal und dem indischen Bundesstaat Sikkim angebaut.

## Beschreibung

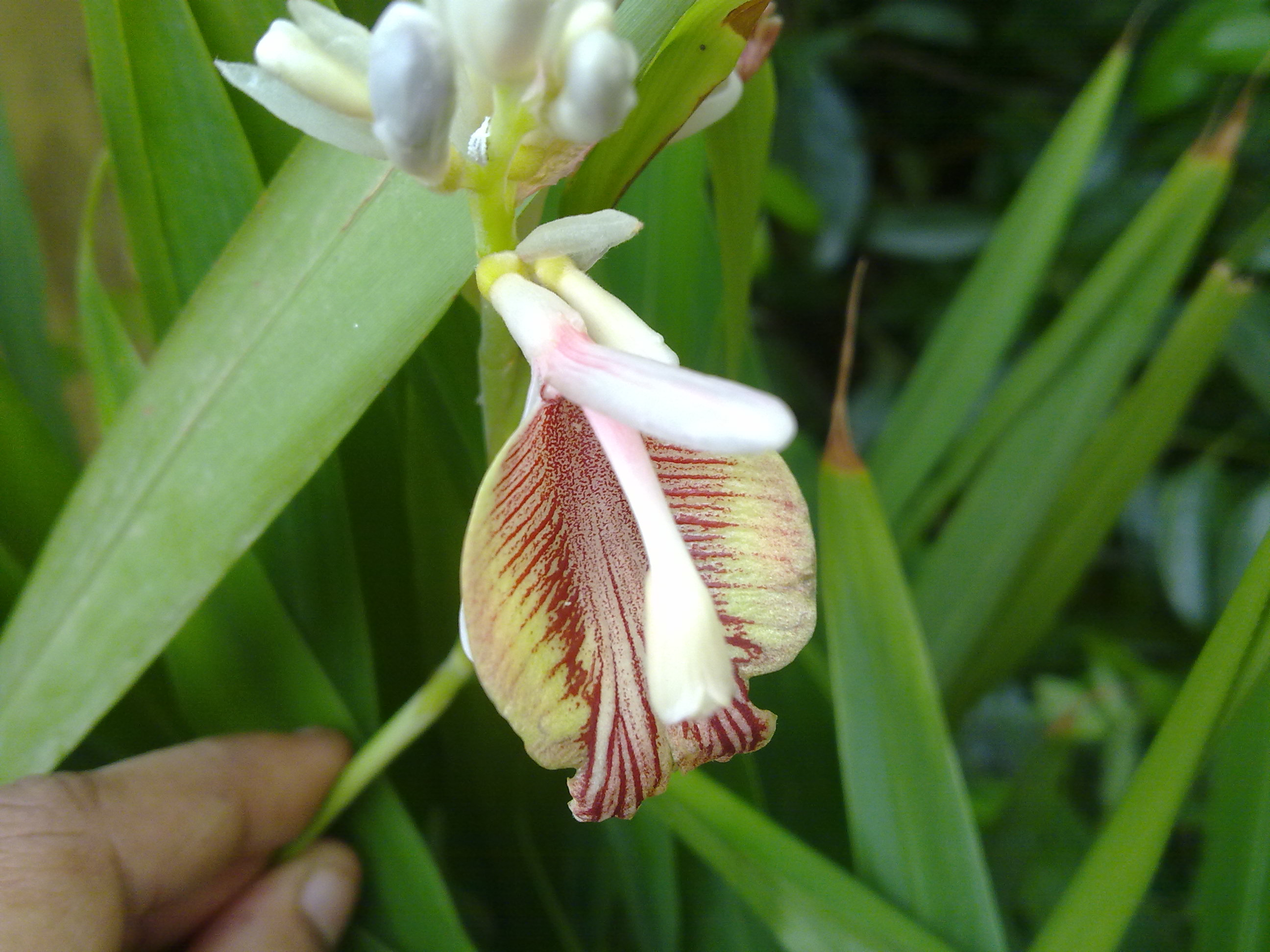
Zygomorphe Blüte

### Vegetative Merkmale
Amomum subulatum wächst als ausdauernde krautige Pflanze und erreicht Wuchshöhen von 1 bis 2 Metern. Die Blätter tragenden Sprossachsen sowie die Blütenstände entspringen direkt dem verzweigten Rhizom. Die spitzen, kahl, länglich-lanzettlichen, an der Basis abgerundeten oder keilförmigen Blattspreiten sind 25–60 cm lang und 3,5–11 cm breit. Während die unteren Blätter fast ungestielt sind, besitzen die oberen einen 1–3 cm langen Blattstiel.

### Generative Merkmale
Die Blütezeit erstreckt sich von Mai bis Juni. Der Blütenstandsschaft ist 0,5 bis 5 cm lang und ist mit braunen Niederblättern besetzt. Er trägt die verdickte, bis 5 cm Durchmesser messende, etwa kreiselförmige Blütenstandsachse. Die Hochblätter sind hellrot, sie besitzen ein charakteristisch verhärtetes, stumpfes Ende. Die Deckblätter sind röhrenförmig und etwa 3 cm lang.
Die zwittrigen Blüten sind zygomorph und dreizählig mit doppeltem Perianth. Der Kelch ist bis zur Hälfte seiner Länge verwachsen. Die Krone ist gelblich und etwa so lang wie der Kelch.
Die rundlichen, bei Reife rötlichen bis rötlich-braunen Kapselfrüchte mit 2 bis 2,5 cm Durchmesser reifen in China im Juni bis September.
Die Chromosomenzahl beträgt 2 n = 48.

## Vorkommen
Amomum subulatum ist in Südostasien beheimatet und kommt am Südostrand des Himalaya in Bhutan, Nepal und dem nördlichen Indien vor, weiter nach Südosten auch in Bangladesch, Myanmar sowie im südlichen China. Der Schwarze Kardamom wächst in China in Höhenlagen von 300 bis 1300 Metern.

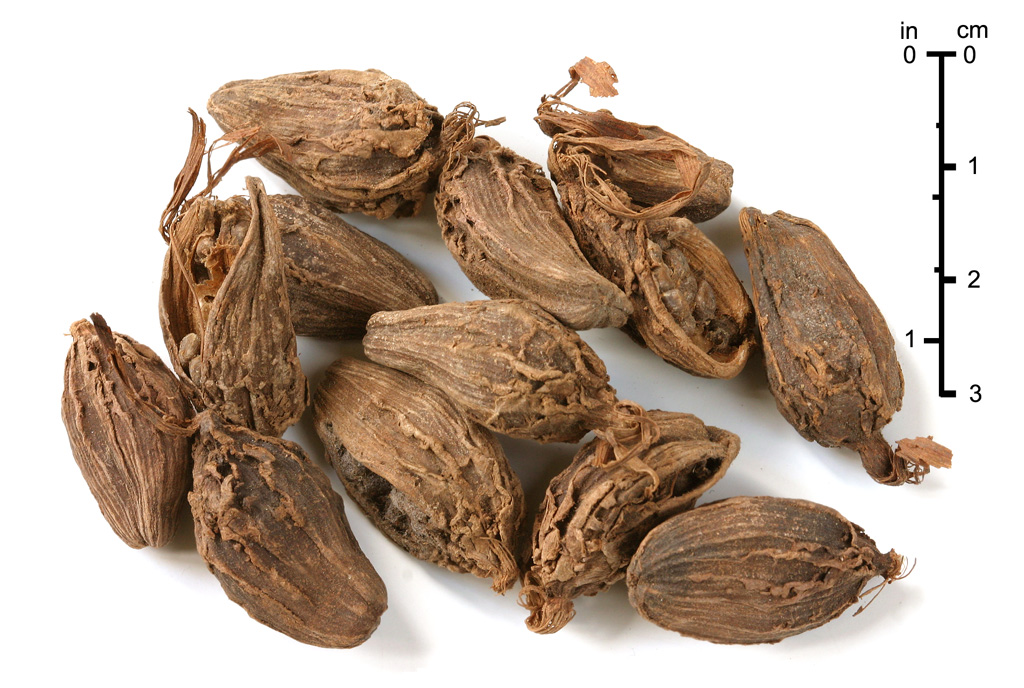
Kapselfrüchte

## Verwendung

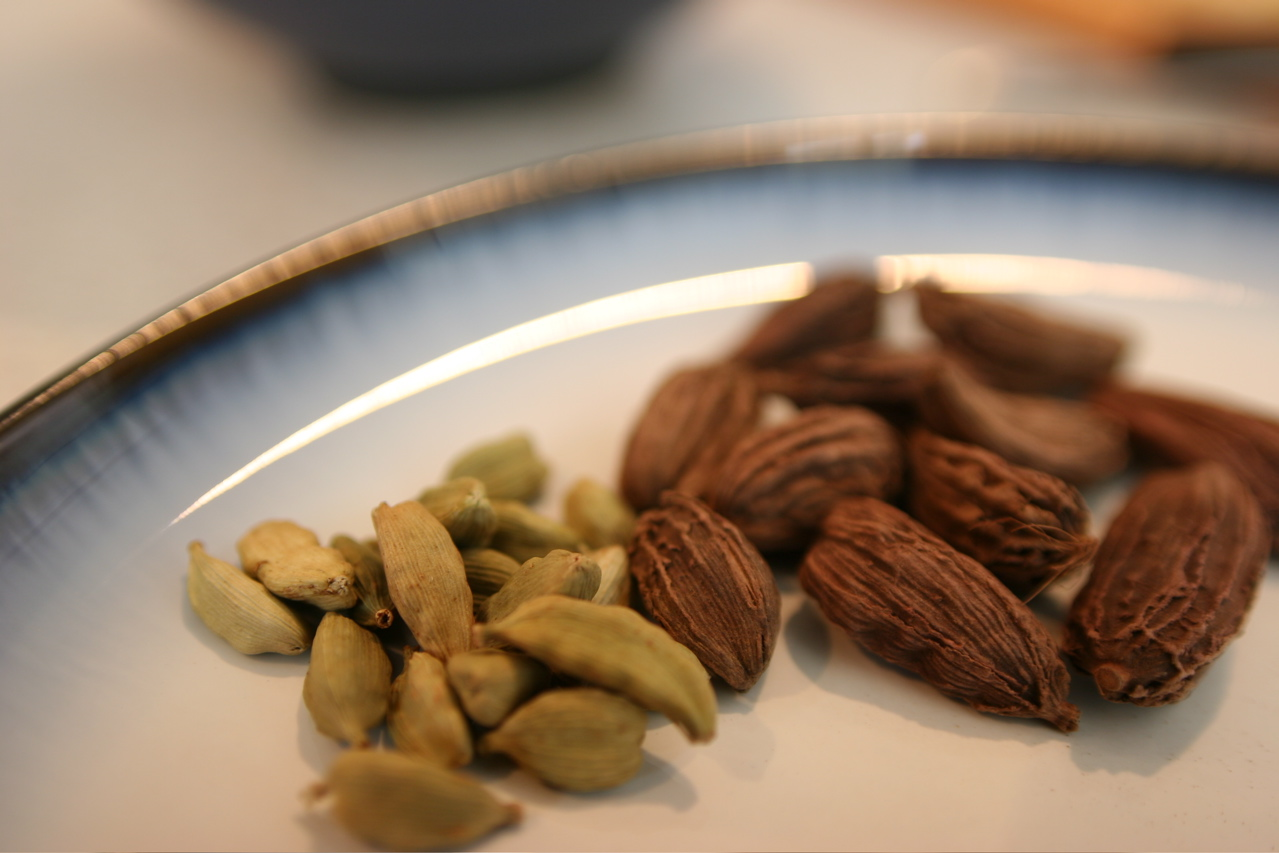
Im Vergleich: Grüner und Schwarzer Kardamom.

Die Kapselfrüchte werden in ähnlicher Weise als Gewürz verwendet wie die Kapseln des Grünen Kardamoms, aber der Geschmack unterscheidet sich. Im Gegensatz zu grünem Kardamom wird schwarzer Kardamom nur selten in Süßspeisen verwendet. Sein herbes erdiges Aroma, das an Nadelholz und Campher erinnert, und den rauchigen Geschmack verdankt er der traditionellen Trocknung über offenem Feuer. Das Gewürz wird meistens in deftigen Fleischgerichten verwendet. Er ist auch Bestandteil der indischen Küche.